# Angel of Retribution
Az Angel of Retribution a Judas Priest tizenötödik nagylemeze, mely 2004-ben jelent meg, újra Rob Halford énekessel. A lemez mind kereskedelmi mind kritikai szempontból sikeresnek nevezhető. Zeneileg minden korszak megtalálható a lemezen: a Painkiller keménysége (Hellrider, Judas Rising), a Turbo korszak (Revolution), vagy az epikusabb törekvéseik a 13 perces Lochness-ben. A borító utalás a Sad Wings of Destiny lemezre, melyen szintén egy angyal szárnyú alak látható. A Rising in the East turné alkalmával először jártak Magyarországon (Summer Rocks 2004) a Halford-féle felállással. A turné japán állomásáról DVD is készült Rising in the East címmel (a filmet a Nippon Budókan arénában rögzítették).

## Számlista
A dalokat Rob Halford, K. K. Downing és Glenn Tipton írta.
1. "Judas Rising" – 3:52
2. "Deal With The Devil" (Halford, Downing, Tipton, Roy Z) – 3:54
3. "Revolution" – 4:42
4. "Worth Fighting For" – 4:17
5. "Demonizer" – 4:35
6. "Wheels Of Fire" – 3:41
7. "Angel" – 4:23
8. "Hellrider" – 6:06
9. "Eulogy" – 2:54
10. "Lochness" – 13:28

## Közreműködők
Együttes
- Rob Halford – ének
- Glenn Tipton – gitár
- K. K. Downing – gitár
- Ian Hill – basszusgitár
- Scott Travis – dob

Produkció
- Roy Z & Judas Priest – Producer
- Joe Barresi – hangmérnök
- Roy Z – hangmérnök
- Roy Z & Stan Katayama – keverés
- Tom Baker from (Precision Mastering) – maszter